# Fosfinimidy

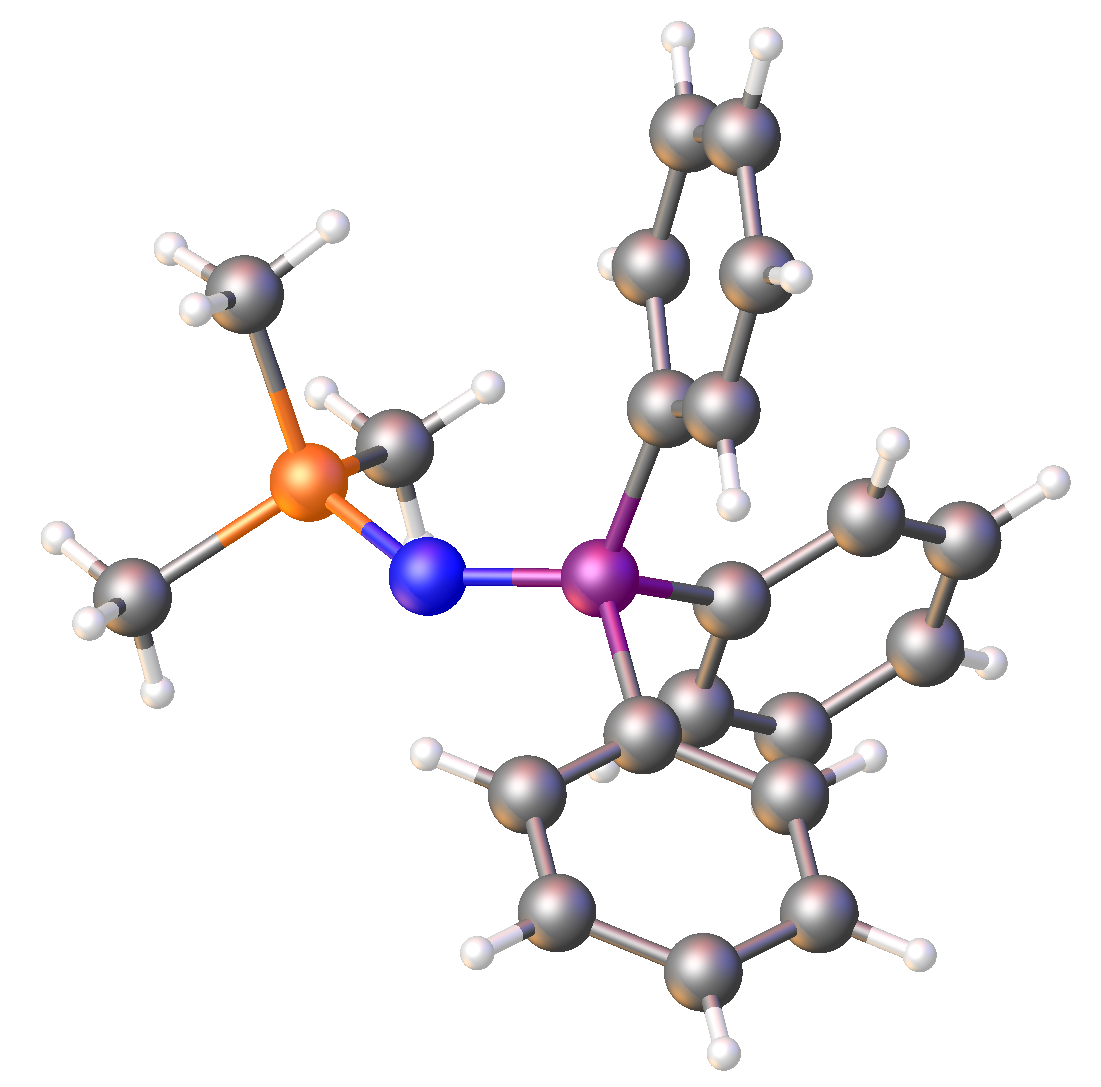
Struktura Ph_{3}PNSi(CH_{3})_{3}, prekurzoru komplexů Ph_{3}PN^{−}.

Fosfinimidy, také nazývané fosforanimináty, jsou skupinou organických sloučenin s obecným vzorcem NPR −
3 , kde R je obvykle organická funkční skupina, může však také jít o halogenid nebo NR2; používaných jako ligandy. Skupiny NPR −
3  jsou izoelektronické s fosfinoxidy (OPR3) a siloxidy ([OSiR3]−), jsou ovšem výrazně silnějšími zásadami. Změnami R skupin navázaných na P lze získat mnoho různých ligandů s odlišnými elektronovými a sterickými vlastnostmi, vzhledem k vysokému oxidačnímu číslu fosforu jsou tyto ligandy tepelně stálé.
Je známa řada komplexů fosfinimidů s přechodnými kovy.
U komplexů fosfinimidů s prvky hlavní skupiny byly pozorovány jen koncové a μ2-N-můstkové vazby. Ligandy navázané koncovými vazbami obvykle mívají vazebné úhly M-N-P mezi 120 a 150°. Délky vazeb M-N i N-P odpovídají hodnotám běžným pro dvojné vazby. Nejlépe se popisují jako jednoduché kovalentní vazby překrývající společnou polární vazbu. Vazby typu μ2-N- se objevují tehdy, když volné elektronové páry na atomech dusíku způsobují tvorbu dimerů.
Tyto dimerní komplexy mají odlišné dílky vazeb M-N, jež závisí na ostatních ligandech v ligandové sféře M. V případech, kdy komplex obsahuje dva nebo čtyři stejné ligandy, tak jsou vzdálenosti M-N téměř stejné, zatímco při rozdílných ligandech nebo lichém počtu stejných vykazují vazby M-N větší rozdíly v délkách.

## Příprava a reakce
Fosfoniminy typu R3P=NSiMe3, které mají největší využití, se připravují Staudingerovou reakcí terciárních fosfinů s trimethylsilylazidem:
R3P + N3SiMe3 → R3P=NSiMe3 + N2
R3P=NSiMe3 lze alkoholyzovat na původní imin:
R3P=NSiMe3 + MeOH → R3P=NH + MeOSiMe3
Kromě alkoholu lze k této reakci také použít amoniak.
Lithné fosfinimidy vznikají deprotonací příslušných iminů:
R3P=NH + RLi → R3P=NLi + RH
Lithné deriváty, vytvářející v pevném skupenství tetramerní shluky, jsou užitečnými reaktanty.